# Gefallenendenkmal des Deutschen und des Deutsch-Französischen Krieges Gröden (Brandenburg)
Das unter Denkmalschutz stehende Gefallenendenkmal des Deutschen und des Deutsch-Französischen Krieges befindet sich auf einem kleinen Platz im Kreuzungsbereich der Dorfstraße, der Elsterwerdaer Straße und der Ortrander Straße in der Schraden-Gemeinde Gröden im südbrandenburgischen Landkreis Elbe-Elster. Im örtlichen Denkmalverzeichnis ist es unter der Erfassungsnummer 09136150 verzeichnet.

## Baubeschreibung und Geschichte
Das Denkmal erinnert an die im Deutschen Krieg (1866) und im Deutsch-Französischen Krieg (1870–1871) gefallenen Dorfbewohner. Errichtet wurde es im Jahre 1891 vom Grödener Militär-Verein.

## Inschriften
| An der Frontseite des Sockels findet sich folgende Inschrift: |                        |
| Gewidmet vom Militär-Verein zu Gröden und solchen d. Gemeinde die freiwillig beigetragen haben. | Inschrift Mitte        |
| An der rechten Seite des Sockels findet sich die Inschrift: |                        |
| Im Kriege v. 1870/71 starben für König und Vaterland 1. Christ. Gottlob Weser Unteroffizier d. 7.Komp. 4. Magdeb. Inf.Rgts. Nr. 67 zu Bavillier vor Belfort 2. Joh. Gottfried Schleinitz Musketier d. 6.Komp. 4.Magdeb. Inf.Rgts. Nr. 67 zu Gray. 3. Joh. Gottlob Voigt Musketier d. 3.Komp. 4.Thür. Inf.Rgts. Nr.72 zu Bourbonne | Inschrift rechte Seite |
| An der linken Seite des Sockels findet sich die Inschrift: |                        |
| Im Kriege v. 1866 starben für König und Vaterland 1. Joh. Gottfried Seidel Unteroffizier 4. Komp. 4. Thür. Inf. Rgts. Nr. 72 bei Königgrätz. 2. Heinr. August Kühne Gefreiter d. 11. Komp. Magdeb. Füssl. Rgts. Nr. 36 bei Uttingen. 3. Karl Gottfried George Musketier d. 4. Komp. 4. Thür. Inf. Rgts. 72 zu Brünn               | Inschrift linke Seite  |
| Auf der Rückseite des Sockels findet sich die Inschrift: |                        |
| Errichtet 23. August 1893 1. Sam. 7.12. Bis hierher hat uns der Herr geholfen. | Inschrift Rückseite    |